# Pielavesi (See)
Der Pielavesi ist ein See nördlich von Kuopio in der finnischen Landschaft Nordsavo.
Er ist etwa 23 km lang und weist eine Fläche von 110,1 km² auf.
Die Höhe seines Wasserspiegels ist 102,3 m.
Am Südufer des Sees liegt das Zentrum der gleichnamigen Gemeinde Pielavesi.
Der Pielavesi wird von den Abflüssen aus den Seen Koivujärvi und Lampaanjärvi gespeist. Sein zum See Nilakka führender Abfluss befindet sich am südlichen Ende.
Der Pielavesi bildet den Endpunkt eines Kanalsystems, das vom Päijänne ausgeht. Dorthin fließt sein Wasser über die Seen Nilakka, Iisvesi, Konnevesi und einige weiter.
Der Pielavesi liegt somit im Einzugsgebiet des Kymijoki, dem etwa 200 km langen Ausfluss des Päijänne in den finnischen Meerbusen (Ostsee). 